# Ilha do Rato
A Ilha do Rato, também conhecida por Mouchão das Ostras,ou Ilha do Carrapeto,  é um ilhéu localizado no Mar da Palha, pertencente à União das Freguesias de Barreiro e Lavradio ,que pertencia à agora extinta freguesia do Lavradio. 
Tem uma área de 45600 metros quadrados de superfície. Está actualmente à venda por 800 mil euros.
Localizada no Estuário do Tejo (Mar da Palha), a sul do Canal do Montijo e da Esquadrilha de Helicópteros da Marinha (Base Aérea N.º 6, Montijo), a nordeste da Ponta da Passadeira (Barreiro) e a oeste da aldeia do Rosário (Moita). Metade da ilha encontra-se em domínio público e a outra metade propriedade privada (ilha privada). 

## História
A Ilha do Rato é de formação arenosa dunar e tem vegetação rasteira. A história da ilha é anterior ao século XVII. Foi desde muito cedo local de habitat e de desenvolvimento da ostra portuguesa.

### Século XIX
Em 1858 foi doada pelo Rei D. Luís a um cabo.
A concessão de exploração da Ilha do Rato começou a 10 de Agosto de 1867. Foi o Doutor José Vicente Barbosa du Bocage quem obteve a primeira concessão por trinta anos da Ilha.
Em 15 de Fevereiro de 1873 foi transferida pelo contratante, José Vicente Barbosa du Bocage, para o francês Henri Place.
A 12 de Setembro de 1883,  foi reconhecido o direito à exploração da ilha a Eduardo Honourous, legitimo sucessor de Henri Place.
Posteriormente, foi vendida a sua concessão a Sousa Leal. A ilha foi ainda explorada pelo brasileiro França Neto e moradia de ingleses que hasteavam a bandeira britânica aos domingos, no chalé de madeira da Ilha.
Acabou por servir também de porto de desembarque de candongueiros e local de contrabando de mercadorias devido ao relativo isolamento da Ilha. 
Ainda no século XIX, era daqui donde provinha grande parte do marisco e da ostra portuguesa do Estuário do Tejo, que posteriormente era exportado para Paris- onde a ostra portuguesa recebeu a alcunha de "la portugaise".  As ostras eram cultivadas em viveiros que se estendiam pelos esteiros, junto ás salinas e na Ilha do Rato, produziu-se até meados dos anos 60, ostras que forneciam os mercados de Lisboa, França e Inglaterra. Na praia do Rosário chegou a ser instalado um Centro de Depuração, bem demonstrativo da actividade na zona. Com o desaparecimento das ostras do rio Tejo atribuido á poluição industrial, instalada nas margens do Tejo, acabou uma das maiores actividades das gentes ribeirinhas. Hoje os cabeços de areia do Tejo são férteis em casca de ostra morta.

### Século XX
Entre 1950 e 1970 registaram-se vários fatores que contribuíram para a degradação do Estuário do Tejo, desde o grande desenvolvimento urbano à sua volta até à fixação de indústrias altamente poluentes. O desenvolvimento urbano trouxe como consequência para o Estuário o aumento excessivo da poluição orgânica, com altos valores de contaminação bacteriológica, tornando estes locais impróprios para qualquer prática balnear ou até mesmo para o desporto náutico. 
Em relação à instalação de vários ramos da indústria pesada, em redor do Mar da Palha, destacam-se três grandes industrias: o Complexo do Barreiro (CUF, hoje Quimigal) que libertava diversos metais pesados (mercúrio, arsénio, zinco, cobre, cádmio, ferro e chumbo), a Siderurgia Nacional e a Lisnave, que contribuíram em grande parte para a degradação da área de estuário compreendida pelos Concelhos do Seixal, Almada e Barreiro. 
A Lisnave é possivelmente a indústria que mais contribuiu para o desaparecimento da ostra portuguesa, uma vez que na reparação naval eram utilizadas tintas TBT nos cascos das embarcações que tinham como objetivo o impedimento da incrustação de gastrópodes no casco. O uso deste tipo de tintas era altamente tóxico para os bivalves, provocando anomalias no desenvolvimento e originando alterações hormonais. Devido a estes fatores, os bancos de ostras ficaram praticamente reduzidos a zero na década de oitenta. Como consequência da poluição, deu-se a extinção da ostra portuguesa, e consequentemente, de todas as empresas que tinham como atividade económica a exploração dos bancos de ostras e consequentemente o abandono da Ilha.
Em 2005, o engenheiro Ismael Duarte, compra a ilha por 100 mil euros. Em 2007 é colocada à venda por 3,5 milhões e em 2009 é leiloada por 260 mil euros em Odivelas a um anónimo que solicitou absoluto segredo. 

### Erosão e Destruição da Ilha
A ilha hoje luta e teima em resistir à erosão provocada pelos catamarans. A erosão provocada pelas ondas do Catamaran constituem um sério riso à Ilha onde no espaço de cinco anos destruiu o areal e a casa do capataz . 